# Otcové poutníci

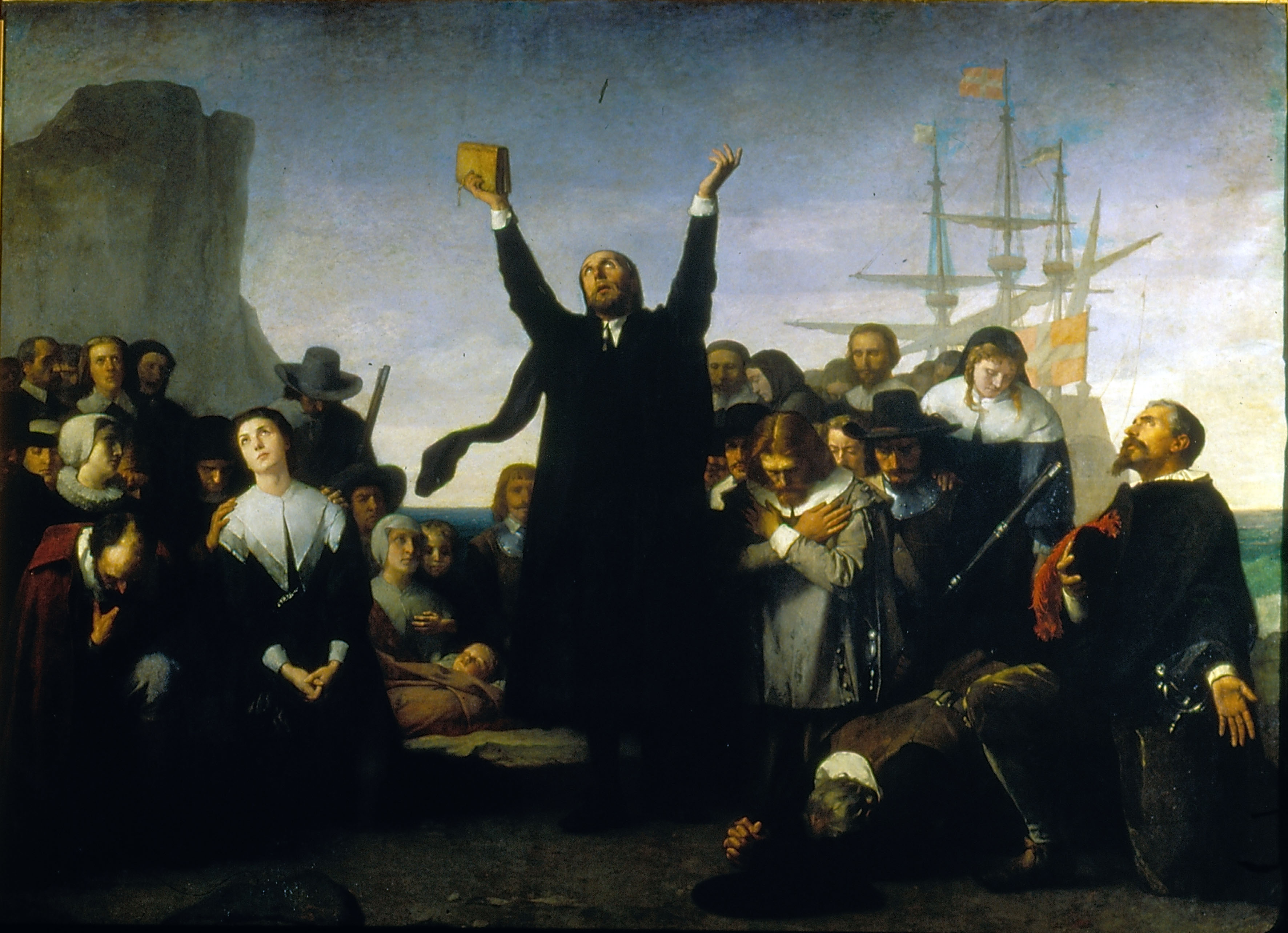
Vylodění Otců poutníků v roce 1620 dle představ malíře Antonia Gisberta

Otcové poutníci (Pilgrim Fathers) založili v roce 1620 kolonii v Plymouth, USA. Jednalo se o jedno z prvních trvalých anglických osídlení v USA (za první permanentní anglické osídlení bývá považován Jamestown).

## Historie
Příslušníci různých náboženských skupin odcházeli v průběhu 16. a 17. století z Anglie do Nizozemska, kde měli na rozdíl od Anglie náboženskou svobodu. I Otcové poutníci byli Angličané, kterým bylo umožněno žít v Nizozemsku. Důvodem rozhodnutí odejít do Ameriky byla snaha o uchování jejich anglické kulturní identity. Otcové poutníci odpluli 6. září (podle gregoriánského kalendáře 16. září) 1620 v počtu 102 pasažérů a 25-30 členů posádky z jihoanglického Plymouth na palubě lodi Mayflower.

Mapa New Plymouth a okolí

Dne 11. listopadu (podle gregoriánského kalendáře 21. listopadu) téhož roku pak přistáli ve východní části dnešního severoamerického státu Massachusetts, kde založili kolonii Plymouth. To bylo teprve druhé úspěšné osídlení Ameriky Angličany. Před nimi již byla založena královská kolonie Jamestown, Virginie (1607).
Počátky osady nebyly lehké, skupinu sužovaly nemoce, kterými se nakazili během plavby. První zimu přežila jen polovina.
V pozdějších letech do Nového světa směřovaly též další skupiny evropských osadníků. Postupně vzniklo 13 kolonií, které se v letech 1775–1783 úspěšně postavily na odpor britské koloniální správě ve válce o nezávislost.
Termín Poutníci poprvé použil ve svých vzpomínkách William Bradford, jemuž vděčíme za naše historické poznatky o této náboženské skupině v období 1608–1647. Termín Otcové poutníci se běžně používá až od 19. století.

## Tradiční výklady
V souvislosti se založením osady a dalším pojetím dějin a kultury bývá zdůrazňován význam hledání náboženské svobody. Tu však měli Poutníci i v Nizozemsku. Nešlo jim jen o náboženskou svobodu, ale i o uchování vlastní kulturní identity.
Domorodci poskytli osadníkům nezbytnou pomoc při obstarávání potravin. Slavnost úrody na podzim roku 1621 se tradičně považuje za historicky první Den díkuvzdání, který je dnes největším svátkem v USA.